# Castronuño
Castronuño egy község Spanyolországban, Kasztília és León autonóm közösségben, Valladolid tartományban. Castronuño La Bóveda de Toro, Villabuena del Puente, Toro, Villafranca de Duero, San Román de Hornija, Pedrosa del Rey, Torrecilla de la Abadesa, Pollos, Siete Iglesias de Trabancos, Alaejos és Vadillo de la Guareña községekkel határos. Lakosainak száma 767 fő (2024).

## Turizmus, látnivalók

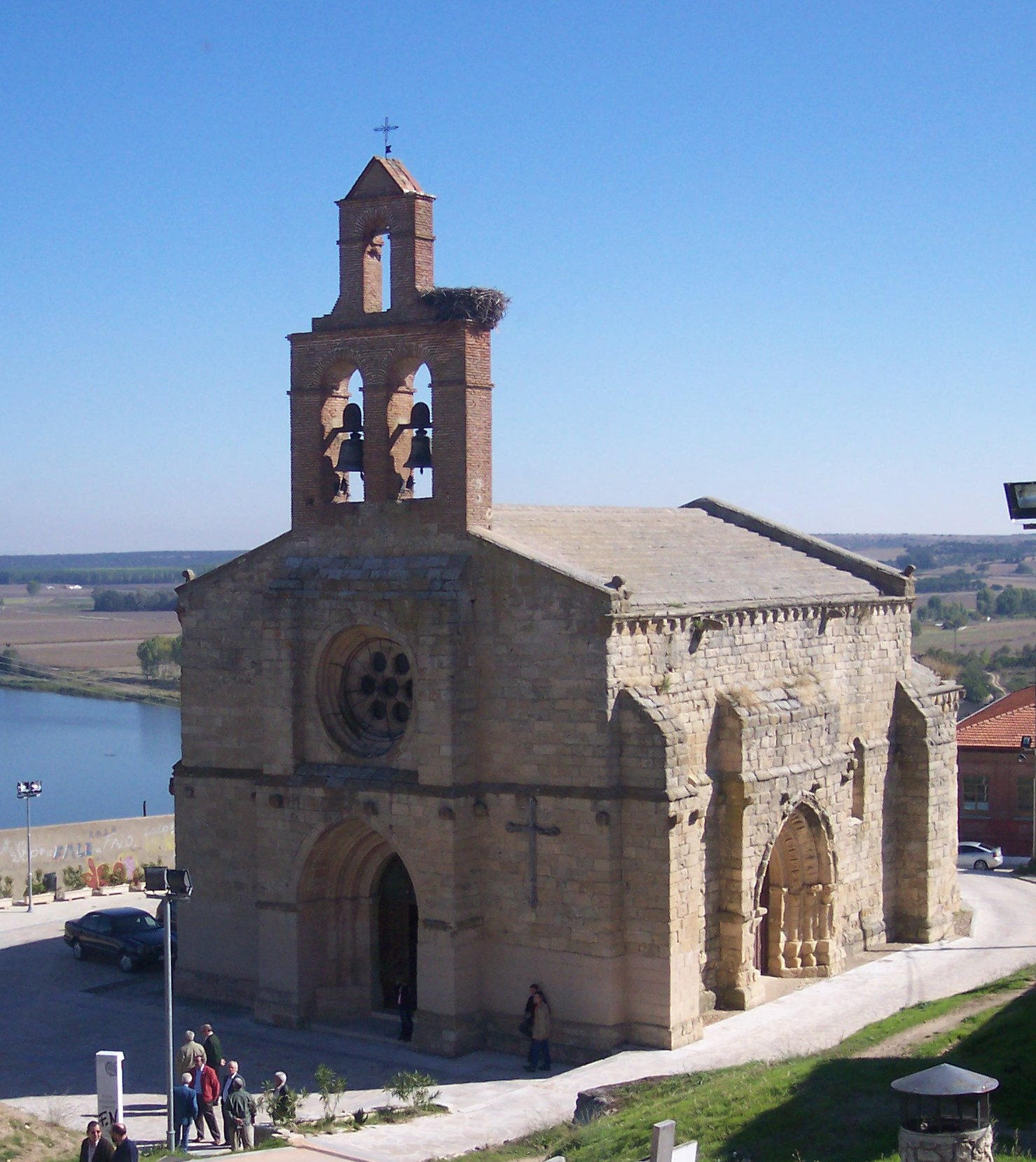
A Santa Maíra del Castillo-templom

A község legjelentősebb műemléke a Santa María del Castillo-templom, amelyet a Szent János rend épített a 12. század végén és a 13. század elején a Duero folyó partján. A La Muela nevű helyen szép kilátás nyílik a folyóra, amely egy kanyart ír le itt.

## Népesség
A település népessége az utóbbi években az alábbiak szerint változott:
| Lakosok száma | 1065 | 1049 | 1010 | 996  | 954  | 939  | 871  | 828  | 812  | 767  |
|               | 2001 | 2004 | 2007 | 2009 | 2012 | 2014 | 2017 | 2019 | 2022 | 2024 |